# Gradiëntcopolymeer

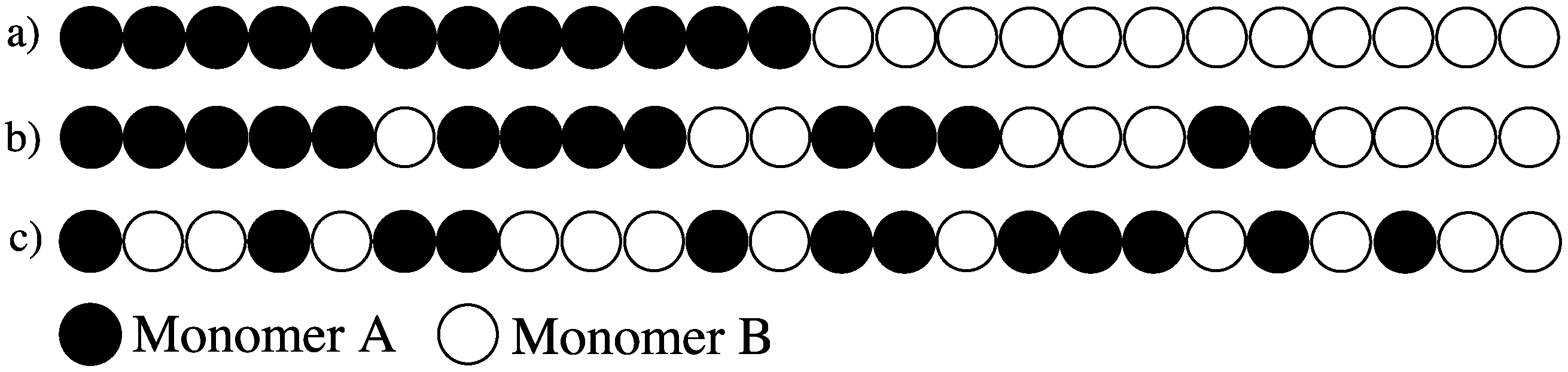
Fig. 1: Schematische voorstelling van (a) een A-B blokcopolymeer; (b) een gradiëntcopolymeer en (c) een random copolymeer

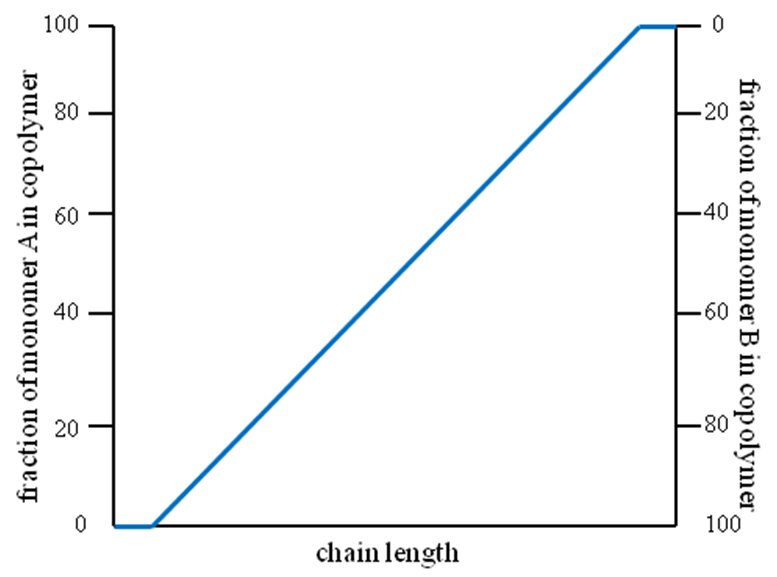
Fig. 2: Grafische voorstelling van de samenstelling van een gradiëntcopolymeer

Een gradiëntcopolymeer is een copolymeer waarin de onderlinge verhouding van de monomeereenheden gradueel verandert langsheen de polymeerketen. Aan het ene uiteinde overheersen de monomeereenheden van het ene monomeer; aan het andere uiteinde die van het andere monomeer en daartussen is er een gradueel, regelmatig verloop in hun onderlinge verhouding. Hierin verschillen gradiëntcopolymeren duidelijk van blokcopolymeren, waarvan de samenstelling abrupt verandert (a in Fig. 1) en van statistische of "random" copolymeren, waarvan de samenstelling onregelmatig verandert (c in Fig. 1).
De samenstelling van de polymeerketens van een (binair) gradiëntcopolymeer kan men grafisch weergeven met een grafiek die de relatieve concentratie van een van de monomeren, in mol%, voorstelt in functie van de positie langsheen de keten. Voor een copolymeer opgebouwd uit monomeren A en B, begint zo een keten met 100% A (of B) en eindigt met 100% B (of A), met daartussen een geleidelijke overgang. Die kan lineair zijn zoals in Fig. 2, maar dat is niet noodzakelijk.

## Synthese
Dergelijke copolymeren kan men produceren via levende polymerisatie. Zowel ionische als radicalaire (pseudo-levende) polymerisaties zijn daarvoor geschikt. Men begint met een mengsel van de twee co-monomeren. Bij levende polymerisatie groeien de verschillende polymeerketens gelijktijdig en ze vertonen dan ook vrijwel dezelfde lengte en samenstelling op elk ogenblik tijdens de polymerisatie. De verdeling van de monomeren in de groeiende polymeerketens is een functie van de concentratie van de monomeren en van het verschil in reactiviteit.
Wanneer men de polymerisatie uitvoert zonder in te grijpen tijdens het polymerisatieproces, verkrijgt men een natuurlijk of spontaan gradiëntcopolymeer. Men kan echter ook een gradiënt in het polymeer forceren door tijdens het polymerisatieproces de concentraties van de comonomeren in het reactiemengsel te veranderen, wat mogelijk is door tijdens de polymerisatie een monomeer, of beide monomeren met een verschillend debiet, continu toe te voegen.
Om daarbij de gewenste gradiënt te kunnen bekomen is het nodig dat men tijdens de polymerisatie de samenstelling van het polymeer kan opvolgen. Hiervoor bestaan online analysetechnieken zoals statische lichtverstrooiingsmeting (static light scattering).
Gradiëntcopolymeren hebben een lage polydispersiteit, wat kenmerkend is voor levende polymerisaties, en daarbij hebben de verschillende polymeerketens ook vrijwel dezelfde samenstelling. Ze hebben dan ook homogene eigenschappen, wat niet het geval is bij "random" copolymeren waarvan de lengte en de samenstelling van de polymeerketens sterk uiteenloopt. Door de concentraties van de monomeren bij het begin en eventueel ook tijdens de polymerisatie te variëren, kan men gradiëntcopolymeren maken die sterk verschillen in eigenschappen, hoewel ze uit dezelfde monomeren zijn opgebouwd.

## Toepassingen
Gradiëntcopolymeren hebben een aantal (potentiële) toepassingen, waaronder:
- Als additief voor smeeroliën en biobrandstoffen, om het vloeipunt (pour point) te verlagen[3]
- In cosmetische preparaten, in plaats van de afzonderlijke polymeren als die niet met elkaar compatibel zijn[4]
- Als dispergeermiddel om een dispersie mogelijk te maken van pigmenten of andere vaste stoffen. Een van de monomeren heeft een hydrofiel karakter - bijvoorbeeld polyethyleenglycol - en het andere een hydrofoob - bijvoorbeeld styreen of vinylacetaat. Met de gradiëntcopolymeer van beide wordt dan een coating aangebracht op de vaste deeltjes[5]

## Ringvormige gradiëntcopolymeren
Het is mogelijk gebleken om ringvormige gradiëntcopolymeren te maken, gebruik makend van ringopenende copolymerisatie van twee cyclische monomeren, bijvoorbeeld twee verschillende lactonen.